# Mario Cornali
Mario Cornali (Bergamo, 8 settembre 1915 – Bergamo, 24 aprile 2011) è stato un pittore italiano.

## Biografia
Amedeo Mario Cornali nacque nel comune di Valtesse, poi inglobato nella città di Bergamo, da Virgilio e Carolina Stella Costantini, in una situazione di povertà gravata dal periodo bellico del primo conflitto mondiale. La famiglia aveva un'attività di segheria in via Noli, nei cui locali è stata allestita nel 2015, in occasione del centenario della sua nascita, una mostra permanente delle sue opere.
La sua predisposizione al disegno lo portò a iscriversi nel biennio 1928-1929 alla scuola d'Arte Andrea Fantoni seguendo i corsi di Francesco Domenighini e al corso di Nudo presso l'Accademia Carrara tenuto da Contardo Barbieri in qualità di allievo uditore. Negli anni 1929-1935, si avvicinò alla tecnica dell'affresco lavorando come apprendista presso il freschista Nino Nespoli, seguendolo nei lavori di pittura di chiese e edifici pubblici.
Reclutato per il servizio militare a Roma nel 1936-1937, furono ricorrenti le sue visite ad Assisi, mentre rientrava in licenza a Bergamo, per ammirare le opere di Giotto, da questo si devono i suoi primi lavori di carattere francescano..
La sua prima opera gli fu commissionata a soli ventitré anni: l'affresco della chiesetta di Sant'Antonio a Luzzana, frazione di Molteno Lecco. Pochi mesi dopo a ventiquattro anni l'affresco raffigurante la Morte di Sant'Ambrogio per la chiesa omonima della frazione Garbagnate Rota in provincia di Lecco. Nel 1942, mentre era arruolato durante la seconda guerra mondiale, le sue opere furono esposte nel padiglione delle forze armate, a Venezia alla XXIII Esposizione internazionale biennale d’arte e a Rona nella mostra collettiva Artisti in armi. Nel 1945 due suoi ritratti furono esposti al Premio nazionale Fra Galgario nella sala della capriate a Bergamo, ma fu l'anno successivo quando partecipò al Premio di pittura e scultura della Miniera sempre a Bergamo, che alcune sue opere furono oggetto di attenzione dal critico Luciano Gallina che citò le opere Ritratto di bimba. Battistero e Natura morta sul Giornale del Popolo del 29 dicembre 1946: «fantasiosità chiara e squisitezze cromatiche di artista fresco».. nel 1951 aprì la sua prima mostra personale nella Galleria della rotonda Fu l'inizio di un'attività artistica intesa con numerose opere e mostre, con la realizzazione del grande affresco sullo scalone della sede cittadina della Banca Popolare di Bergamo, e l'anno successivo alla eralizzazione delle dodici xilofrafie per il calendario della medesima banca con la raffigurazione delle attività agricole e industriali della provincia orobica.
Con i pittori suoi contemporanei costituì nel 1957 il Gruppo Bergamo iniziativa che voleva riunire per condividere le esperienze culturali personali con uno spazio espositivo dove furono numeroni i pittori del XX secolo che esposero le proprie opere.
Dal 1966 al 1978 tiene la cattedra di figura disegnata al Liceo Artistico di
Bergamo
Oltre alla realizzazione di numerose opere anche pubbliche dal 1966 al 1978 insegnò al liceo artistico cittadino, che lo aveva visto alunno, la figura disegnata..
Morì a Bergamo, sua città natale, il 24 aprile 2011.

## Stile
Mario Cornali è considerato il cézanniano bergamasco, conservava anche una copia da lui realizzata di un autoritratto dell'artista francese, da questo traspare la sua serietà e l'orientamento severo della sua pittura. I suoi paesaggi, le nature morte e le figure umane inserite in architetture dalle pareti candide e scrostate dimostrano la sua arte raffinata e sintetica, quasi geometrica. Unendo opere d'intensità quasi poetiche e scarne, ad altre di spazi esterni nella ricerca di nuove espressioni, di nuovi orizzonti di vita, fino a trovarsi a mettere in dialogo le ragioni di cieli lividi con il pulsare delle terre.
Una ricerca costante del colore dalle differenti luminosità che nascevano da una ricerca costante e matura voluta dall'artista. Il suo studio infatti era illuminato da grandi aperture alle quali volgeva le spalle che gli permettevano di valorizzare i differenti colori che nascono dalle diverse fasi del sole nelle stacioni, riuscendo a valorizzari i grigi e gli azzurri verdastri con le varianti dei rosa che muoiono nei rossi accesi.. Una capacità di calibrare il dosaggio del colore proponendolo dalle pastosità grumose a fluide stesure creando suggestive prospettive di originale modernità, restando fortemente padrone della sua arte.

## Premi e riconoscimenti
- 1946 - Segnalato al Premio Dott. Franch - Pavia
- 1946 - Segnalato al Premio della Miniera - Bergamo
- 1947 - Premio al miglior pittore bergamasco - Iseo
- 1948 - Secondo premio al concorso dell’autoritratto - Bergamo
- 1948-1949 - Premio acquisto Mostre del paesaggio Bergamasco
- 1948 - Primo premio alla seconda Mostra Nazionale d’Arte Sacra - Bergamo
- 1948 - Premio alla Mostra del Natale nell’Arte – Milano
- 1950 - Premio acquisto – Lodi
- 1953 - Premio alla Mostra Nazionale della ceramica – Vicenza
- 1954 - Premio acquisto al concorso Borsa Merci – Bergamo

## Mostre personali
- 1951-1956 Galleria della Rotonda - Bergamo
- 1958- Galleria del Gruppo Bergamo
- 1984- Galleria Fumagalli-
- 1988- Galleria Arte Più
- 1957-vGalleria Marguttiana Roma
- 1977-vGalleria l’Antenna espone all’Internazionale Kunstmesse Basilea;
- 1982 -Volksuniversiteit Rotterdam
- 1992 – Aspetti della Pittura a Bergamo Profili 1945 - 1960
- 1994 – Comune di Gorlago (BG)
- 1995 – Comune di Sedrina (BG)
- 2000 - Comune di Vedeseta (BG)
- 2001 – Arte a Bergamo Mostra Collettiva a Palazzo della Ragione
- 2004 – Mostra Collettiva a Ponte San Pietro (BG)
- 2007 – “I Cornali di M. Cornali”, Bergamo, Sala Manzù-Palazzo della Provincia
- 2011 – “Silenzi”, (postuma) Bergamo, Centro Culturale San Bartolomeo